# 橋 (アルバム)
橋（The Bridge）とは、ジャズ・サックス奏者、ソニー・ロリンズのスタジオ・アルバム。活動を停止して以来、3年振りとなる復帰作。

## 解説
1959年から活動を停止したロリンズは、ウィリアムズバーグ橋で人知れずサックスの練習を重ねていた。自作曲「橋」およびアルバム・タイトルは、その練習場所にちなんでいる。そして、1961年11月に、公衆の面前での演奏を再開。ほどなく、RCAビクターのプロデューサー、ジョージ・アヴァキャンがロリンズとの契約を取り付けた。なお、アヴァキャンは以前コロムビア・レコードに在籍し、マイルス・デイヴィスを獲得した実績がある。
「ウィザウト・ア・ソング」は、ロリンズのコンサートでしばしば演奏された曲で、アメリカ同時多発テロ事件から4日後のボストン公演でも披露され、同公演を収録したライブ・アルバムのタイトルにもなった。「ゴッド・ブレス・ザ・チャイルド」は、ビリー・ホリデイが1941年に発表した曲のカバー。
本作では、エラ・フィッツジェラルドの伴奏ギタリストとして知られていたジム・ホールが重要な役割を果たしている。ホールの1999年のインタビューによれば、ロリンズはピアノの和音よりもギターの和音の方が隙間があって触発されやすいと考え、サックス・ギター・ベース・ドラムのカルテットで制作することを決めたそうである。

## 収録曲
1. ウィザウト・ア・ソング - Without a Song（Billy Rose, Edward Eliscu, Vincent Youmans）
2. ホエア・アー・ユー - Where are You（Harold Adamson, Jimmy McHugh）
3. ジョン・S - John S.（Sonny Rollins）
4. 橋 - The Bridge（S. Rollins）
5. ゴッド・ブレス・ザ・チャイルド - God Bless the Child（Arthur Herzog, Billy Holiday）
6. ユー・ドゥ・サムシング・トゥ・ミー - You Do Something to Me（Cole Porter）

## 演奏メンバー
- ソニー・ロリンズ - テナー・サックス
- ジム・ホール - ギター
- ボブ・クランショウ - ベース
- ベン・ライリー - ドラム（5.を除く）
- H・T・ソーンダース - ドラム（on 5.）